# Jordanoleiopus rufofemoralis
Jordanoleiopus rufofemoralis là một loài bọ cánh cứng trong họ Cerambycidae.